# Tervingi
De Tervinghi of Terwingen ("bosbewoners")  waren een Gotisch volk in de 3e en 4e eeuw na Christus. Ze vestigden zich aan het einde van de 3e eeuw tot de komst van de Hunnen in Europa rond 375 in een gebied dat wordt aangeduid als Gutþiuda ten noorden van de benedenloop van de Donau. Uit deze volksstam kwamen zowel de gekerstende Goten als de latere Aquitaanse Goten voort die in de 6e eeuw als Visigoten werden aangeduid ter onderscheid van andere Goten, de Ostrogoten.
Nadat de Goten uit elkaar gingen in Terwingen  en de Greuthingi die ten oosten van de Dnestr woonden, vestigden de Terwingen zich aan het einde van de 3e eeuw - nadat keizer Aurelianus de provincie Dacia  had opgegeven - ten noorden van de benedenloop van de Donau.  Zo bewoonden ze een gebied (Gotisch Gutþiuda;  Latijn Gothia), dat direct aan het Romeinse Rijk grensde, en bij talrijke gelegenheden betrokken was bij militaire conflicten met de Romeinen. Door de invasie van de Hunnen in 375 splitsten de Terwingi zich in verschillende groepen, waarvan de meeste Gutþiuda verlieten.  Een deel van de Terwingen vestigde zich op Oost-Romeinse bodem, veilig voor aanvallen van de Hunnen.
De Terwingen noemden zichzelf ook Visi, "de goede, edele", maar als vrije bewoners in Germanië verschilden ze sterk van de latere Visigoten.  De keizerlijke Visigoten werden in de Getica van Jordanes  al ten onrechte als Westgoten geïnterpreteerd. 
Nadien werden de woorden ‘Tervingi’ en ‘Greutungi’ alleen nog genoemd in heldenverhalen

## Opmerkingen
1. ↑  De Terwingen worden in de bronnen voor het eerst genoemd  in 291: vgl. Panegyrici Latini XI [III], 17, 1
2. ↑  Uitbreiding van Gutþiuda vgl. Herwig Wolfram: Die Goten. Von den Anfängen bis zur Mitte des sechsten Jahrhunderts. Entwurf einer historischen Ethnographie. 4. Auflage, München 2001, S. 100–102.
3. ↑  Vgl. P.J. Heather: The Creation of the Visigoths. In: P.J. Heather (Hrsg.): The Visigoths from the Migration Period to the Seventh Century. An Ethnographic Perspective. 1999, S. 43–73; vgl. Peter J. Heather, John Matthews: The Goths in the Fourth Century. Liverpool 1991.
4. ↑  Vgl. Jordanes, Getica 82.
5. ↑   In Duits historisch onderzoek blijft de verkeerde benaming "Westgoten" voor de Visigoten tot op de dag van vandaag bestaan, de term "Visigoten" wordt internationaal gebruikt.
6. ↑  Harrison, D, de volksverhuizingen (1999), pag. 32